# Detracia graminea
Detracia graminea is een slakkensoort uit de familie van de Ellobiidae. De wetenschappelijke naam van de soort is voor het eerst geldig gepubliceerd in 1946 door Morrison.